# Tribeč
Tribeč (njem. Tribetzgebirge) je planinski lanac iz Zapadno Karpatske skupine koji se prostire u zapadnoj Slovačkoj. Najviši vrh je Veľký Tribeč s 829,6 metara, planina je duga 50 km i ima maksimalnu širinu od 18 km.  Područje planine prekriveno je gustom bukovom šumom i spada u zaštićeno područje "Chránená krajinná oblasť Ponitrie".

## Područje
Planina se nalazi između gradova Nitre, Partizánske i Zlaté Moravce
Planina se prostire u ovim okruzima:
- Okrug Nitra
- Okrug Zlaté Moravce
- Okrug Topoľčany
- Okrug Partizánske

Na jugu i zapadu planina graniči s Podunavskom nizinom, na istoku je planina Pohronský Inovec, a na sjeveroistoku planina Vtáčnik i Hornonitrianska kotlina.

### Ostali projekti
|  | Zajednički poslužitelj ima još gradiva o temi Tribeč |